# Subaru Corporation
Subaru Corporation  (яп. 株式会社SUBARU кабусики гайся Субару), ранее известная как Fuji Heavy Industries, Ltd.  (яп. 富士重工業株式会社 Фудзи дзю:ко:гё: кабусики гайся), сокращённо FHI — японская корпорация по производству легковых автомобилей Subaru, также участвующая в авиастроении. Штаб-квартира находится в новом здании Ebisu Subaru Building в квартале Эбису специального района Сибуя в Токио. Президент и CEO с 22 июня 2018 года — Томоми Накамура. В списке крупнейших публичных компаний мира Forbes Global 2000 за 2022 год Subaru заняла 934-е место.

## История

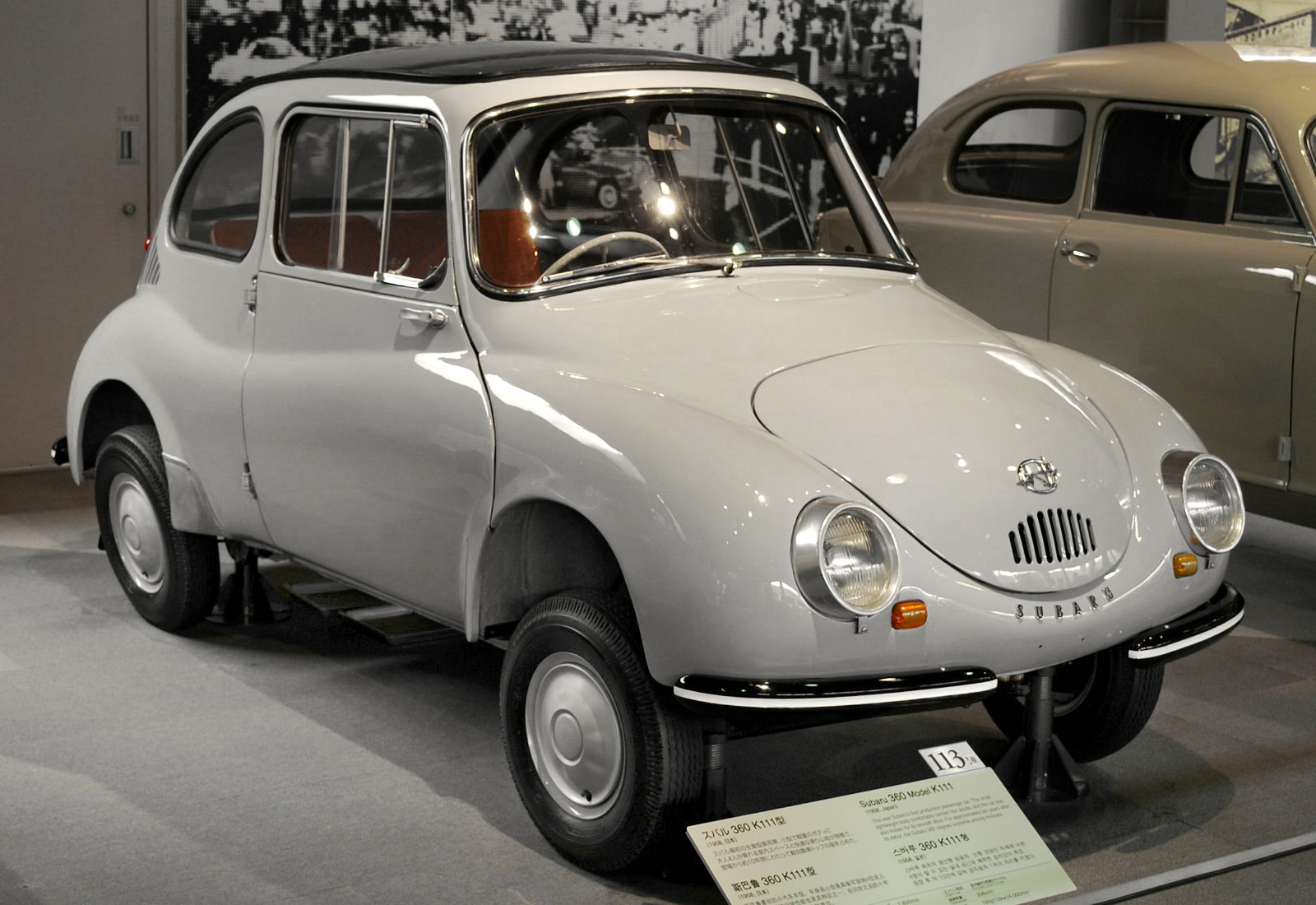
Subaru 360

Ведёт историю со времён авиастроительной компании Nakajima Aircraft, основанной примерно в мае 1917 года, лидера японской самолётостроительной промышленности времён Второй мировой войны. В 1945 году Nakajima Aircraft национализирована и реорганизована в Fuji Sangyo Co. Ltd. В 1946 году начато производство мотороллера Fuji Rabbit. В 1950 году Fuji Sangyo разделена на 12 компаний. Fuji Heavy Industries основана 15 июля 1953 года при участии 5 японских компаний: Fuji Kogyo, производителя мотороллеров, Fuji Jidosha Kogyo, производителя кузовов автобусов и создателя прототипа автомобиля Р1, Omiya Fuji Kogyo, производителя двигателей, Utsunomiya Sharyo, производителя железнодорожных вагонов и торговой компании Tokyo Fuji Sangyo. Через два года произошло слияние этих компаний. В марте 1958 года зарегистрирован бренд Subaru. «Субару» (катакана: スバル, кандзи: 昴) — японское название звёздного скопления Плеяды. В июле 1958 года начат выпуск модели Subaru 360 на заводе в Исэсаки в префектуре Гумма. В 1960 году запущено производство на заводе Main Plant в Ота в префектуре Гумма. В 1965 году представлена переднеприводная модель Subaru 1000. В 1969 году запущено производство на заводе Yajima Plant в Ота в префектуре Гумма. В 1968 году корпорация Nissan приобрела 20,4 % акций Fuji Heavy Industries. В 1972 году компания выпустила вариант c подключаемым полным приводом переднеприводного компактного универсала Subaru Leone. Конструкторы компании разработали симметричный полный привод Symmetrical AWD. Первой моделью Subaru с системой постоянного полного привода стало купе Subaru XT в 1987 году. В 1990-е годы автомобили Subaru Impreza участвуют и побеждают в ралли «Сафари». Для рекламы Subaru Outback компания заключает контракт с актёром Полом Хоганом, известным по роли «Крокодила» Данди.

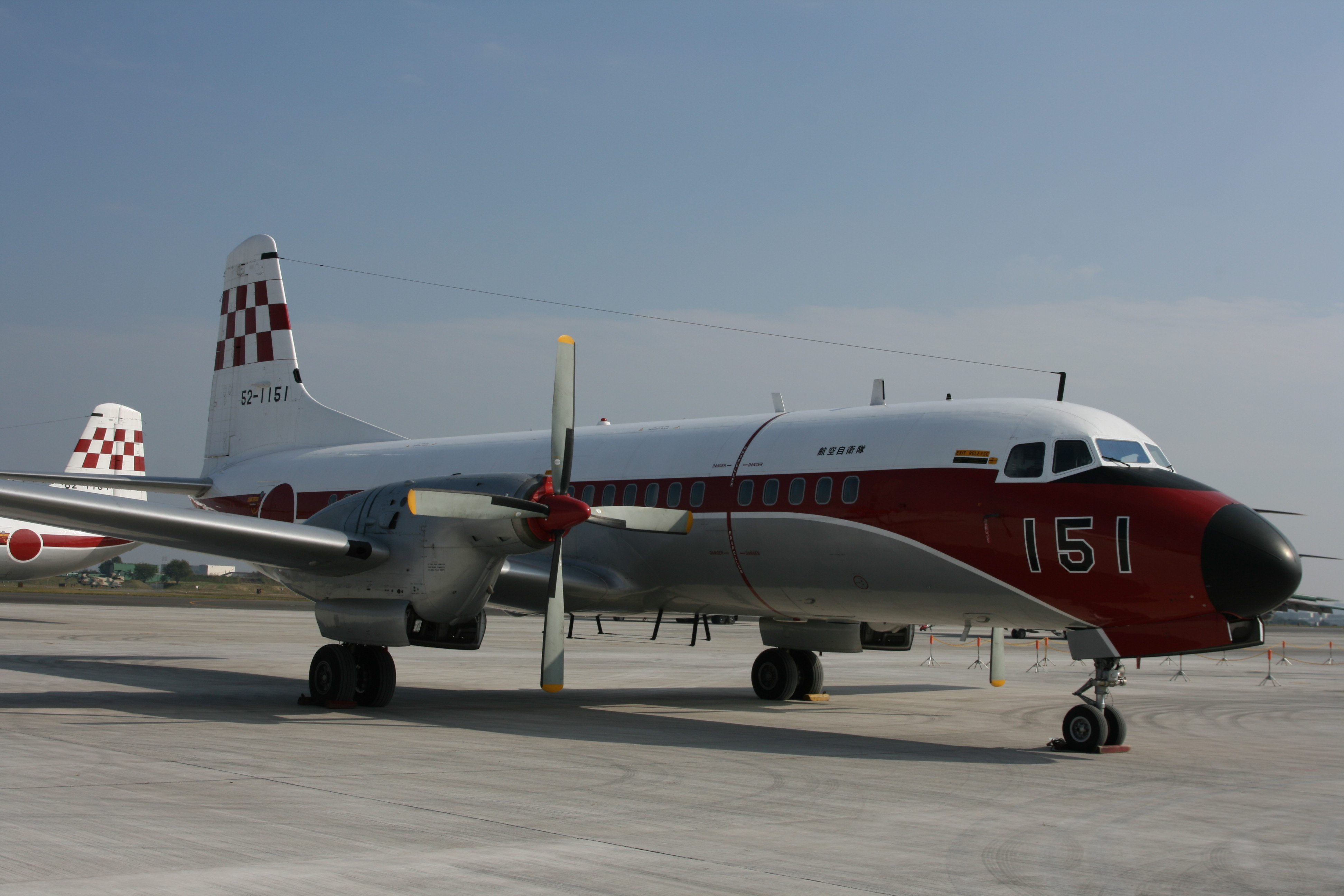
Турбовинтовой пассажирский самолёт NAMC YS-11

В 1962 году консорциум Nihon Aircraft Manufacturing Corporation, в котором участвовала компания Fuji Heavy Industries, начал выпуск турбовинтового пассажирского самолёта NAMC YS-11. Производство прекратили через 12 лет, всего было продано 182 таких самолётов.
В 2000 году General Motors приобрёл 20 % акций Fuji Heavy Industries. В октябре 2005 года General Motors за 310 млн долларов США продала 8,7 % акций Fuji Heavy Industries компании Toyota. За два следующих года Toyota довела свою долю в FHI до 9,50 %, но только в апреле текущего года с принятием новой редакции антимонопольного закона в Японии Toyota смогла увеличить свою долю в Subaru до 16,61 %, заплатив FHI порядка $291 миллиона.
В августе 2014 года штаб-квартира Fuji Heavy Industries переехала из Ниси-Синдзюку специального района Синдзюку в новое здание Ebisu Subaru Building в квартале Эбису специального района Сибуя в Токио.
12 мая 2016 года компания объявила о смене названия на Subaru Corporation, решение вступило в действие 1 апреля 2017 года.

## Собственники и руководство
Крупнейшими держателями акций компании по состоянию на 2021 год были Toyota Motor Corporation (20,02 %), The Master Trust Bank of Japan (9,25 %), Custody Bank of Japan (4,85 %).
- Кадзуо Хосоя (Kazuo Hosoya) — председатель совета директоров.
- Томоми Накамура (Tomomi Nakamura) — президент и главный исполнительный директор[2].

## Деятельность
Подразделения по состоянию на 2021/22 финансовый год:
- Автомобильная промышленность — производство, продажа и ремонт легковых автомобилей, 98 % выручки;
- Аэрокосмическая промышленность — производство, продажа и ремонт аэрокосмических комплектующих, 2 % выручки.

Основными рынками сбыта являются США (68 % выручки), Япония (18 %), Азия (3 %), Европа (2 %).
За 2020/21 финансовый год было продано 860,2 тыс. автомобилей, основными моделями были Forester (257,5 тыс.), Impreza (256,1 тыс.), Legacy (216,1 тыс.), Ascent (58,3 тыс.). По количеству проданных автомобилей основными рынками были США (611,6 тыс.), Япония (101,8 тыс.), Канада (49,7 тыс.), Австралия (31,4 тыс.), Китай (24,5 тыс.), европейские страны (13,7 тыс.), Россия (4,5 тыс.).
|                     | 2011  | 2012  | 2013   | 2014  | 2015  | 2016  | 2017  | 2018  | 2019  | 2020  | 2021  | 2022  |
| ------------------- | ----- | ----- | ------ | ----- | ----- | ----- | ----- | ----- | ----- | ----- | ----- | ----- |
| Оборот              | 1581  | 1517  | 1913   | 2408  | 2878  | 3232  | 3326  | 3233  | 3156  | 3344  | 2830  | 2745  |
| Чистая прибыль      | 50,33 | 38,45 | 119,59 | 206,6 | 261,9 | 436,7 | 282,4 | 220,4 | 141,4 | 152,6 | 76,51 | 70,01 |
| Активы              | 1188  | 1353  | 1577   | 1888  | 2200  | 2592  | 2762  | 2866  | 3181  | 3294  | 3412  | 3544  |
| Собственный капитал | 414,0 | 451,6 | 596,8  | 770,1 | 1031  | 1349  | 1465  | 1561  | 1690  | 1720  | 1786  | 1891  |

Примечание. Значения указаны на 31 марта каждого года, когда в Японии заканчивается финансовый год.

### Производство автобусов
В начале 90-х годов компания FHI выпускала три серии собственных автобусов — междугородный и два туристских с нормальным и повышенным расположением салона. Не имея собственных сил противостоять конкуренции со стороны более крупных японских производителей автобусов, в 1998 году фирма FHI начала сотрудничество со шведской компанией Volvo. В результате сотрудничества появился новый 12-метровый туристский автобус FHI/Volvo Asterope SHD с приподнятым расположением салона, выполненный на шасси Volvo В10М со средним расположением двигателя мощностью 344 л. с. Он снабжен кузовом FHI высотой 3550 мм и вместимостью 49-55 мест с увеличенной площадью остекления. Вариант Asterope SSD с габаритной высотой 3770 мм рассчитан лишь на 33 пассажира и оборудован комнатой отдыха, размещенной на нижнем уровне в заднем свесе кузова.
По лицензии Volvo фирма выпускает сочлененный городской автобус FHI/Volvo В10М длиной 18 м и полной массой 24,3 т с тремя широкими боковыми дверями, вмещающий 140 пассажиров. Оба автобуса оборудованы автоматической 5-ступенчатой коробкой передач ZF и АБС.

### Аэрокосмическое подразделение

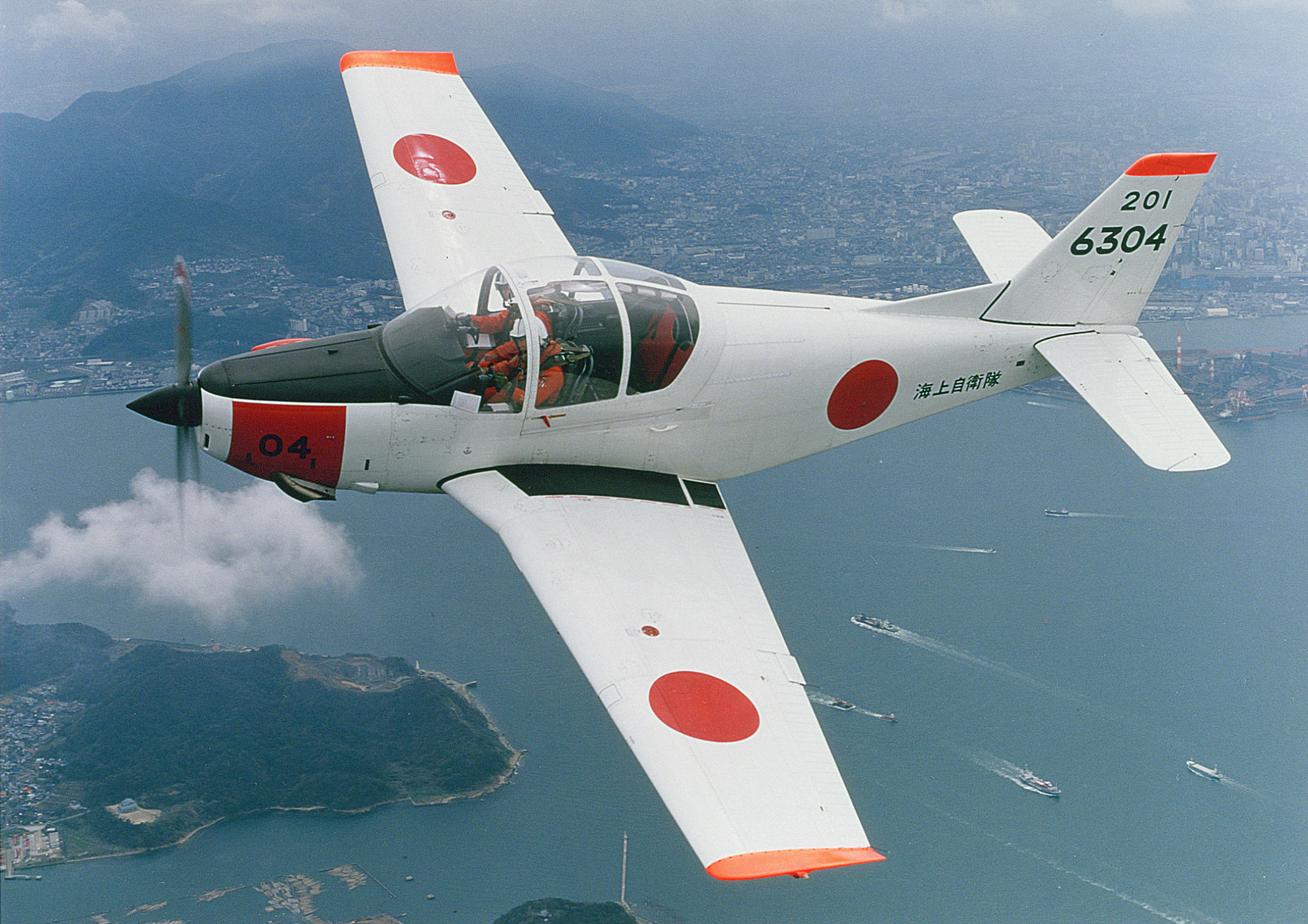
Учебно-тренировочный самолёт Fuji T-5

Аэрокосмическое подразделение (ныне Subaru Aerospace Company), базирующееся в городе Уцуномия в префектуре Тотиги и городе Ханда в префектуре Айти с 1980-х годов поставляет номенклатуру фирме «Боинг» для авиалайнеров Boeing 767 и Boeing 777, производит кессоны центроплана для Boeing 787 Dreamliner и для будущего Boeing 777X, производило по лицензии вертолёты UH-1J для Сухопутных сил самообороны Японии, производит по лицензии Boeing вертолёты AH-64D Apache Longbow для Сил самообороны Японии, в 2015 году выиграла контракт на разработку вертолёта UH-X, также производила крылья для бизнес-джета Raytheon Hawker 4000 и бизнес-джета Eclipse 500. Аэрокосмическое подразделение разработало наблюдательные и разведывательные беспилотные летательные аппараты для Министерства обороны Японии и беспилотный летательный аппарат для Японского агентства аэрокосмических исследований. Компания также поставила для Министерства обороны Японии учебно-тренировочные самолёты T-1 (первый самолёт, разработанный и произведённый в послевоенной Японии), T-7 (основные учебно-тренировочные самолёты) и T-5 (учебно-тренировочные самолёты Морских сил самообороны). Компания обслуживает вертолёты Береговой охраны Японии и вертолёты местного самоуправления.

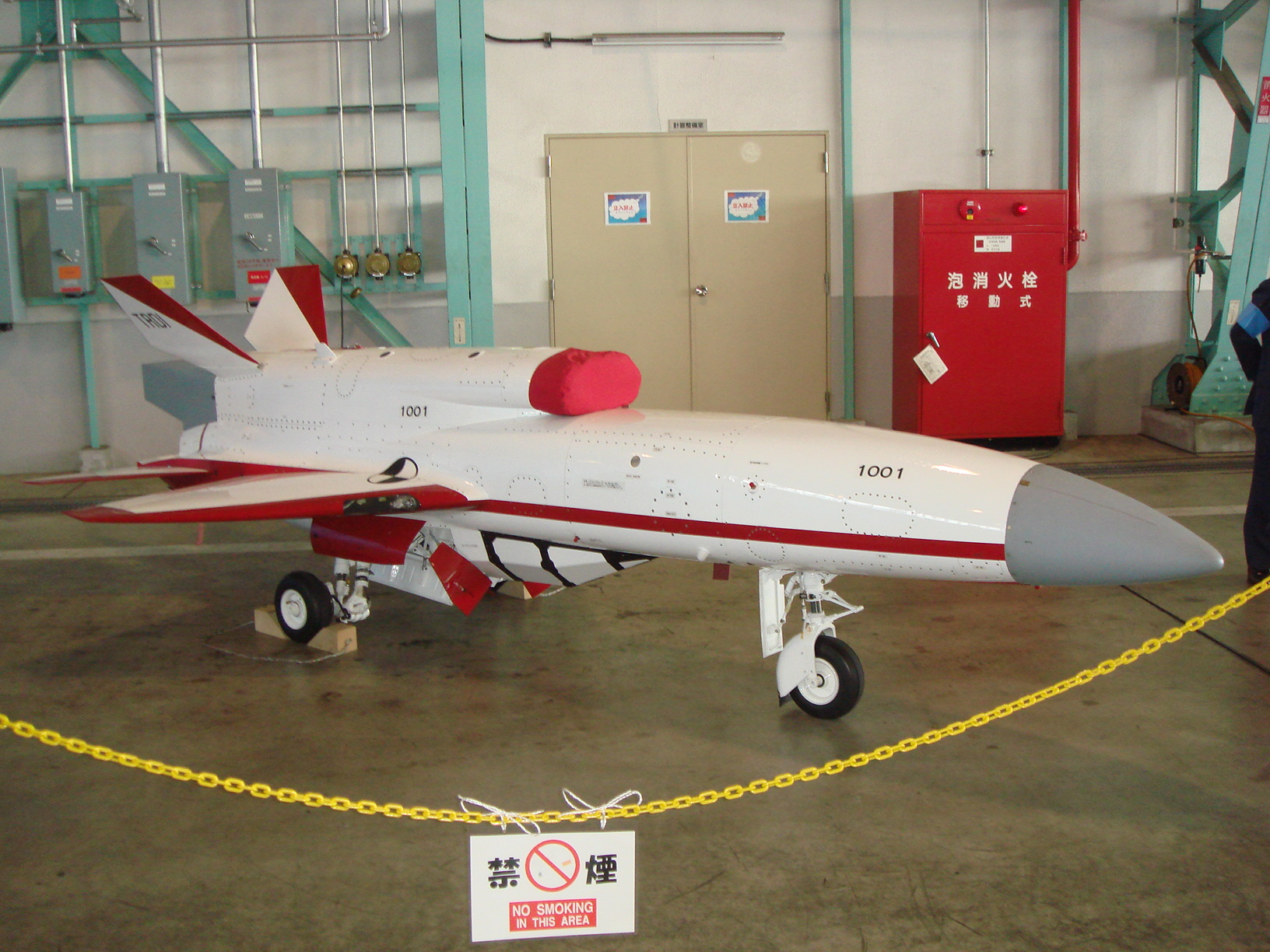
Разведывательный беспилотный летательный аппарат
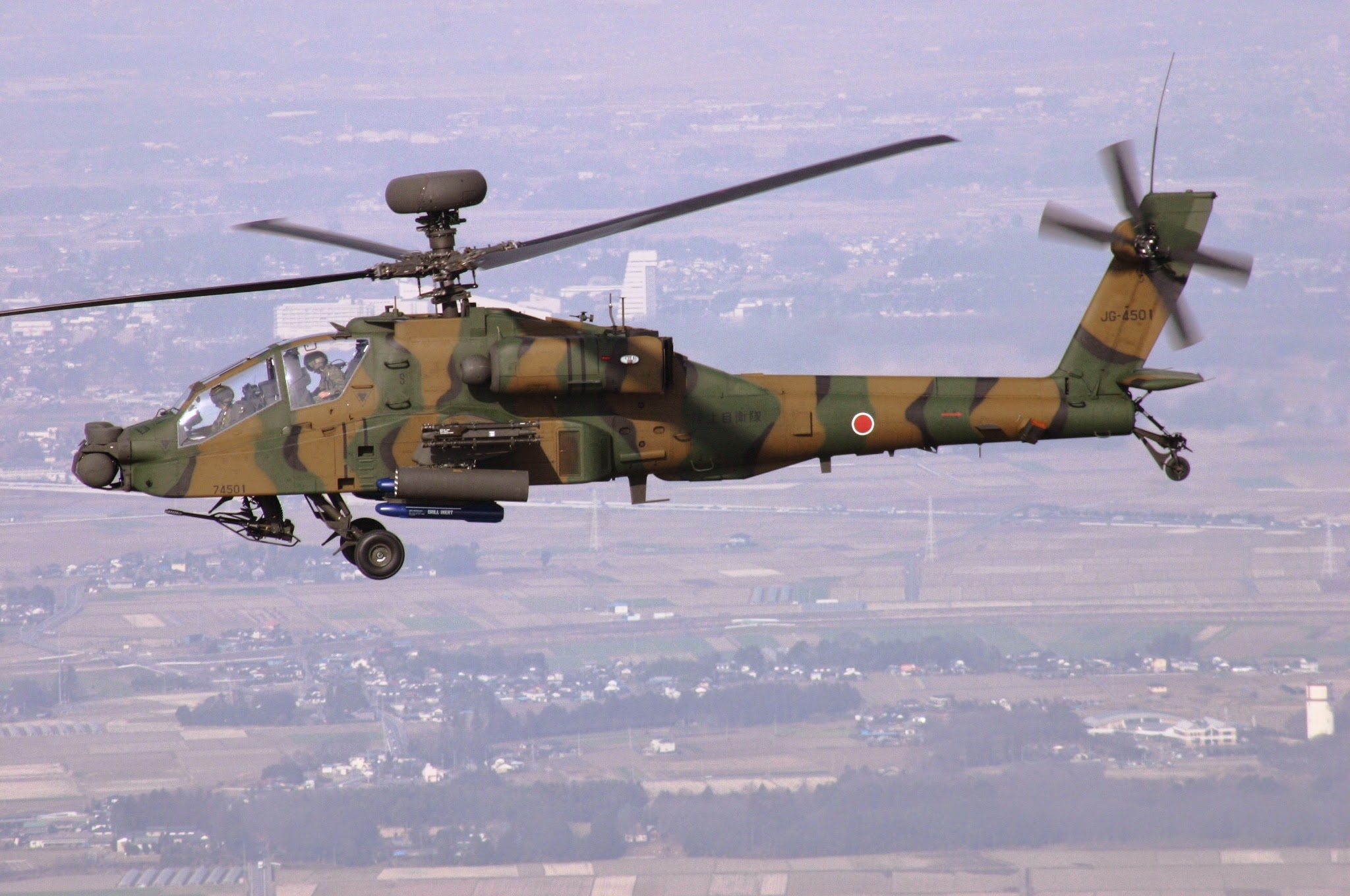
Вертолёт AH-64D Apache Longbow
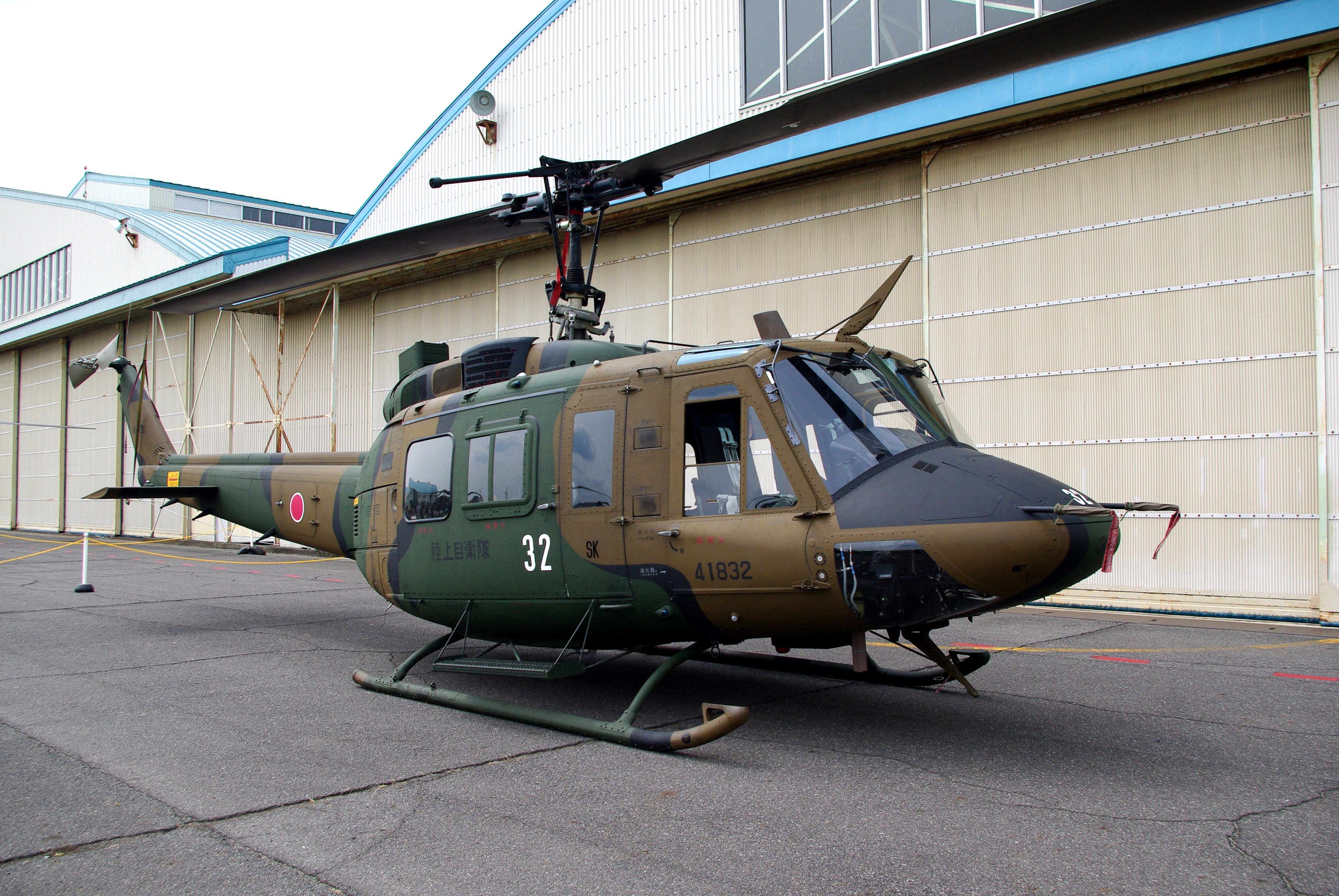
Вертолёт UH-1J

## Производственные мощности

### Штаб-квартира
Штаб-квартира находится в Ebisu Subaru Building в квартале Эбису специального района Сибуя в Токио (563 сотрудника по данным на октябрь 2017 года).

### Автомобильное подразделение

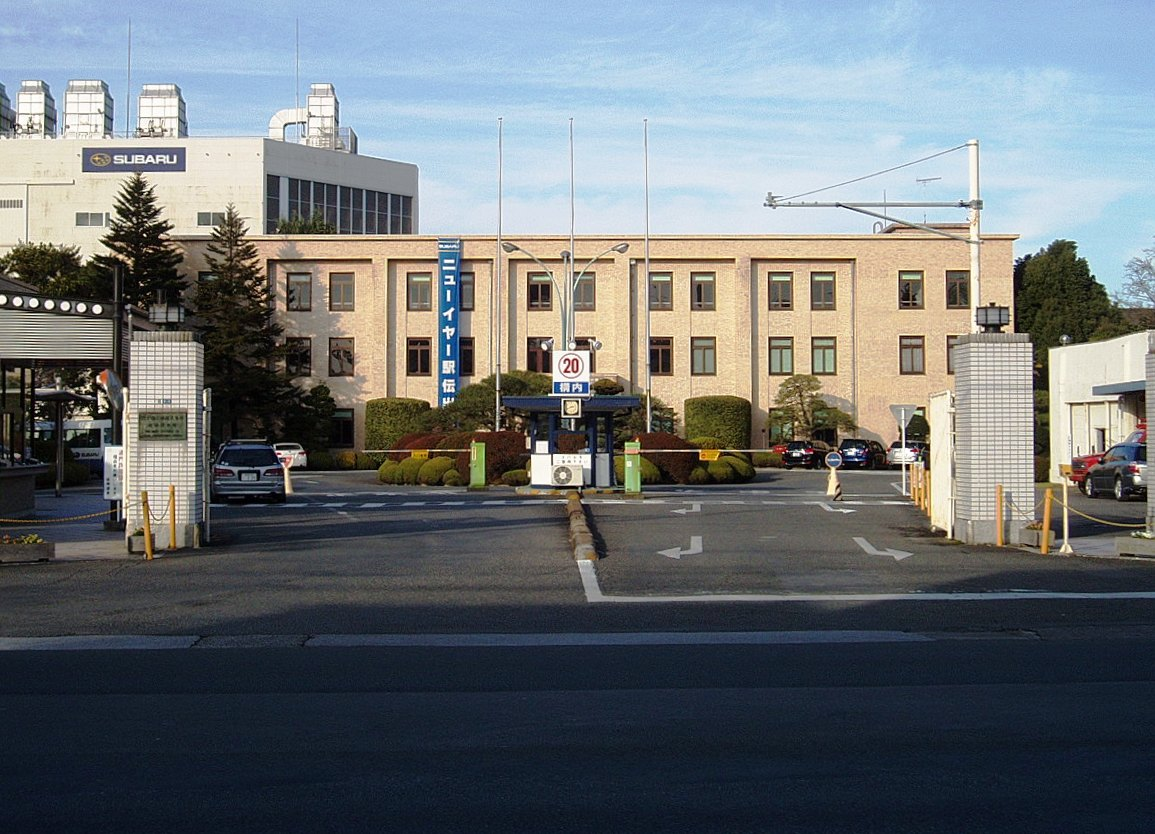
Завод Main Plant в Ота в префектуре Гумма

Офис находится в городе Митака (1590 сотрудников). Производством автомобилей занимаются три завода по данным на октябрь 2017 года:
- Завод Main Plant в Ота в префектуре Гумма производит Levorg, Impreza, Subaru XV, Subaru WRX и Subaru BRZ (4276 сотрудников).
- Завод Yajima Plant в Ота в префектуре Гумма производит Legacy, Outback, Impreza, Subaru XV и Forester (2993 сотрудников).
- Завод Oizumi Plant в Оидзуми в префектуре Гумма производит автомобильные двигатели и трансмиссии (2505 сотрудников).
- Завод Ota North Plant в Ота в префектуре Гумма производил запчасти, закрыт.

### Подразделение промышленной продукции
В ноябре 2016 года было объявлено, а 30 сентября 2017 года прекращено производство двигателей, насосов и генераторов общего назначения на заводе Saitama Plant в Китамото в префектуре Сайтама.

### Аэрокосмическое подразделение
Три завода производят самолёты и вертолёты по данным на октябрь 2017 года:
- Завод Utsunomiya Plant в городе Уцуномия в префектуре Тотиги (1790 сотрудников)
- Завод Handa Plant в городе Ханда в префектуре Айти (273 сотрудника)
- Завод Handa West Plant в городе Ханда в префектуре Айти (44 сотрудника)

### Зарубежные дочерние компании
В Северной Америке:
- Subaru Canada
- Subaru Research & Development
- Subaru of America
- Subaru of Indiana Automotive, Inc.[англ.]

В Европе:
- Subaru Europe N.V./S.A.
- Subaru Italia S.p.A.
- N.V. Subaru Benelux
- Subaru Vehicle Distribution B.V.

В Азии:
- Subaru of China Ltd.
- Subaru Technology Beijing Co.Ltd.
- SUBARU ASIA PTE.LTD

## Аффилированные компании
Крупнейшими из аффилированных компаний являются:
- Fuji Machinery Co.[яп.] в Маэбаси в префектуре Гумма, производит комплектующие для автомобилей, промышленных изделий и трансмиссии для сельскохозяйственной техники
- Ichitan Co.[яп.] в Ота в префектуре Гумма, производит кованые части для автомобилей и машиностроения
- Kiryu Industry Co.[яп.] (Kiryu-Kogyo Co.) в Кирю в префектуре Гумма, изготавливает или собирает автомобили, кузова и двигатели Subaru на заказ.
- Subaru Tecnica International в Митака в префектуре Токио, спортивное подразделение
- Yusoki Kogyo K.K.[яп.] в Ханда в префектуре Айти производит комплектующие для авиастроения
- Industrial Products Co., Ltd. в Китамото в префектуре Сайтама, обслуживание двигателей общего назначения
- Subaru Logistics Co., Ltd.